# اوس الشرقی
أوس کامل حمدی الشرقی (زادهٔ ۱۹۷۳، بغداد) کارگردان و هنرپیشه اهل عراق است.

## حرفه
او توانست یک سری برنامه‌های کمدی-سیاسی هدفمند بسازد که تأثیر عمده‌ای در جامعه عراق داشته باشد. او سریالی را در سال ۲۰۰۶ کارگردانی کرد، که اولین سریال کمدی-سیاسی در تاریخ تلویزیون عراق است که در آن از اشغال آمریکا و بسیاری از احزاب سیاسی انتقاد کرده‌است.